# Fotodynamische therapie
Fotodynamische therapie (vaak afgekort als PDT) is de benaming voor een geneeskundige behandeling van onder meer kanker, die gebruikmaakt van zichtbaar licht en een stof die de cellen daarvoor zo gevoelig maakt dat ze afsterven.
In de dermatologie wordt 5-aminolevulinezuur of methyl-aminolevulinezuur gebruikt. Dit wordt via tussenstappen omgezet naar protoporfyrine-IX. De omzetting daarvan door ferrochelatase is de beperktste stap in de keten, en deze omzetting blijkt vooral in kankercellen moeizaam te zijn. Protoporfyrine-IX maakt de cellen lichtgevoelig (vergelijk porfyrie).
Fotodynamische therapie wordt in de dermatologie toegepast voor de behandeling van keratosis actinica, morbus Bowen, oppervlakkig basaalcelcarcinoom en acne. Er wordt een dunne laag crème op de wond aangebracht. Deze wordt lichtdicht afgeplakt en blijft tussen twee en vier uur zitten. Vervolgens wordt deze gedurende 10 minuten met rood licht van een bepaalde golflengte en intensiteit belicht. De behandeling wordt vaak twee (soms drie) keer op dezelfde plek toegepast om de effectiviteit ervan te verhogen.
Voordeel van de behandeling is dat er vrijwel geen littekens achterblijven. Nadeel is dat de effectiviteit minder is dan van excisie; er is dus kans dat er kanker achterblijft. Bovendien is de behandeling nogal eens zeer pijnlijk.
De protoporfyrine IX vertoont ook fluorescentie, als het met uv-straling belicht wordt. Dit kan gebruikt worden om huidkanker en de genoemde voorstadia (keratosis actinica en Morbus Bowen) te herkennen. In februari 2009 kwam een bepaalde toepassing hiervan in het nieuws. Het 5-aminolevolinezuur wordt dan aangebracht als spray en gedetecteerd met een digitale camera gecombineerd met speciale software.

## Toepassing PDT in de oogheelkunde
In de oogheelkunde wordt PDT gebruikt voor de behandeling van ziekten van het netvlies, bijvoorbeeld bij maculadegeneratie waarbij sprake is van neovascularisatie. 
Er wordt een lichtgevoelige kleurstof verteporfine (Visudyne) in de bloedbaan gespoten, wat het risico vermindert op afname van de visus. Visudyne hecht zich namelijk aan de bloedwand van de neovascularisaties, waarna deze met rood laserlicht bestraald worden, zodat er zuurstof en vrije radicalen vrijkomen. Deze stoffen beschadigen de endotheelwand van de neovasculaire vaten, waardoor deze verstopt raken en de neovascularisatie stagneert. Als een reactie komt er echter ook VEGF vrij, wat bestreden dient te worden met injecties met Avastin of Lucentis (anti-VEGF), wat de groei van nieuwe bloedvaatjes remt. 
PDT wordt ook toegespast bij andere oogaandoeningen, zoals polypoïdale choriovasculopathie (een subgroep van LMD) of hoge myopie waarbij bloedvatvernauwing kan worden behandeld met VEGF-remmers en PDT.